# 似歐紅鰭鮊
似歐紅鰭鮊（学名：Chanodichthys abramoides），為輻鰭魚綱鯉形目鲴科紅鰭鮊属的其中一種。分布於亞洲中國及俄羅斯阿穆爾河流域，棲息在溪流底中層水域，生活習性不明。